# Ouvrage de Galéasson
L'ouvrage de Galéasson est un ouvrage fortifié de l'Île de Porquerolles, sur le territoire de la commune d'Hyères, en France. Propriété de l'État français, il est inscrit au titre des monuments historiques depuis le 20 janvier 1989.